# 로완 윌리암스
로완 더글라스 윌리엄스(Rowan Douglas Williams, 1950년 6월 14일 - )는 웨일스의 성공회 주교, 신학자이며 시인이다.

## 경력
웨일스의 스완지에서 태어난 그는 몬머스의 주교, 웨일스 대주교를 거쳐, 104대 캔터베리 대주교로서 2002년부터 2012년까지 역임을 하였다. 잉글랜드 사람이 아닌 성공회 주교로는 처음으로 캔터베리 대주교로서 세계성공회공동체를 대표하였다. 그의 아내와 그는 처음에는 장로교인이었으나 후에 성공회로 옮겼다. 그는 캠브리지 대학교와 옥스포드에 있는 워덤 칼리지(Ph.D.)에서 공부를 하였고, 러시아 신학자 블라디미르 로스키에 관한 연구로 박사학위를 받았다. 1978년 성공회 사제 서품을 받았으며, 신학자이자 성직자로서 살고 있다 . 어려서부터 3개 국어를 하고 9개 언어를 읽을 수 있었다. 그는 타임지와 뉴욕 타임즈를 비롯한 여러 잡지에서 영향력있는 신학자로 언급되었으며, 기포드 강연도 하였다. 

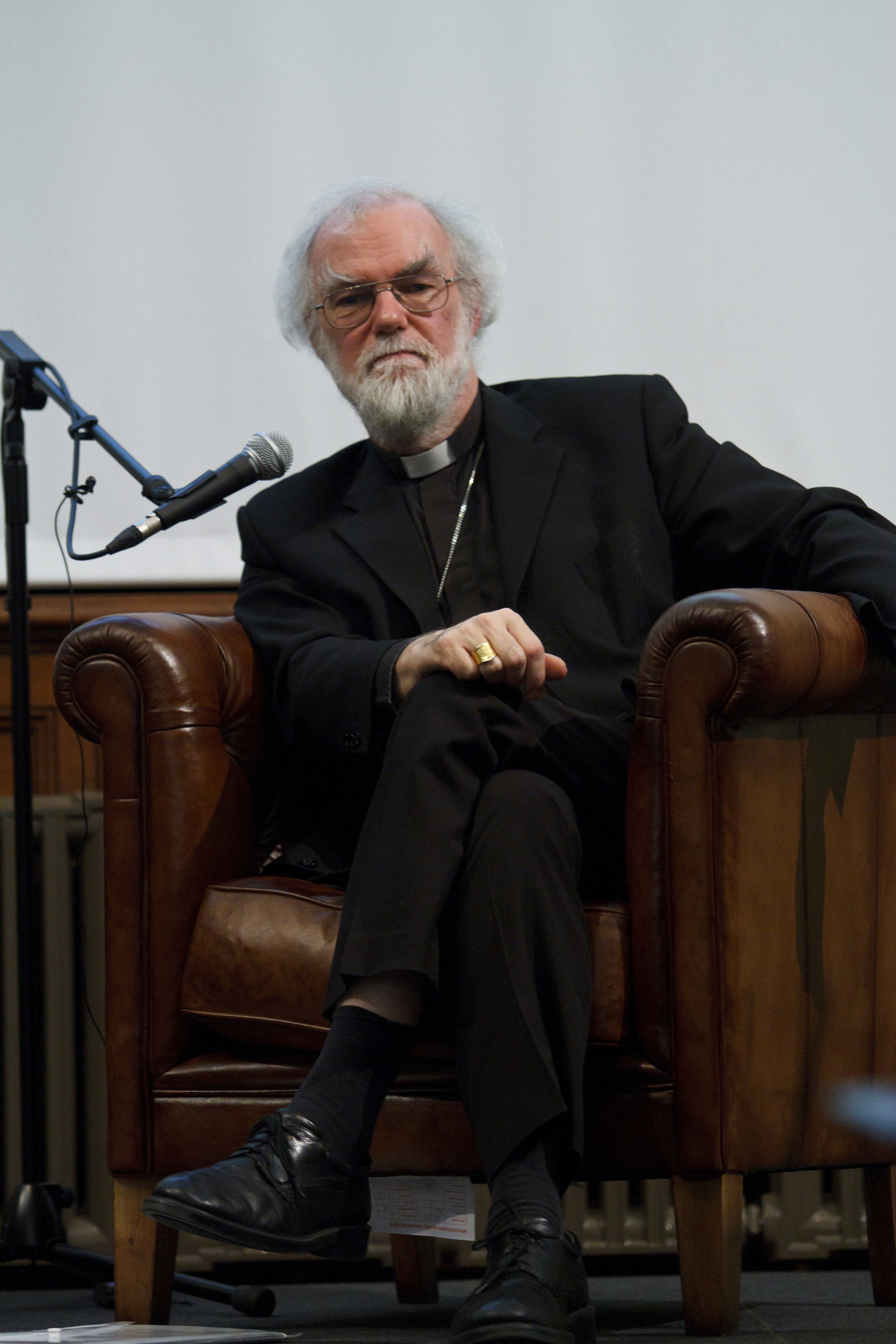
웨일스 의회 방문, 2012년 3월

## 신학
윌리엄스 대주교는 교부들과 기독교 영성에 대한 전문 학자이다. 1983년 정통주의란 그 자체가 목적이 아니라 오히려 도구가 되어야 하며, 지속적으로 표준이 되는 것이 되어서는 안된다고 하였다. 과거 방법은 지속적으로 변화하여야 하고, 새로운 것들이 생산되어야 한다고 보았다. 

### 도덕 신학
윌리엄스는 켄터버리 대주교가 되기전에는 동성애에 대해 매우 자유로왔다. "몸의 은총"이라는 보고서에 그의 견해가 분명하게 나타난다.  동성애들을 지지하였으나 보수주의자들과 충돌을 일으켰다.

## 사회관

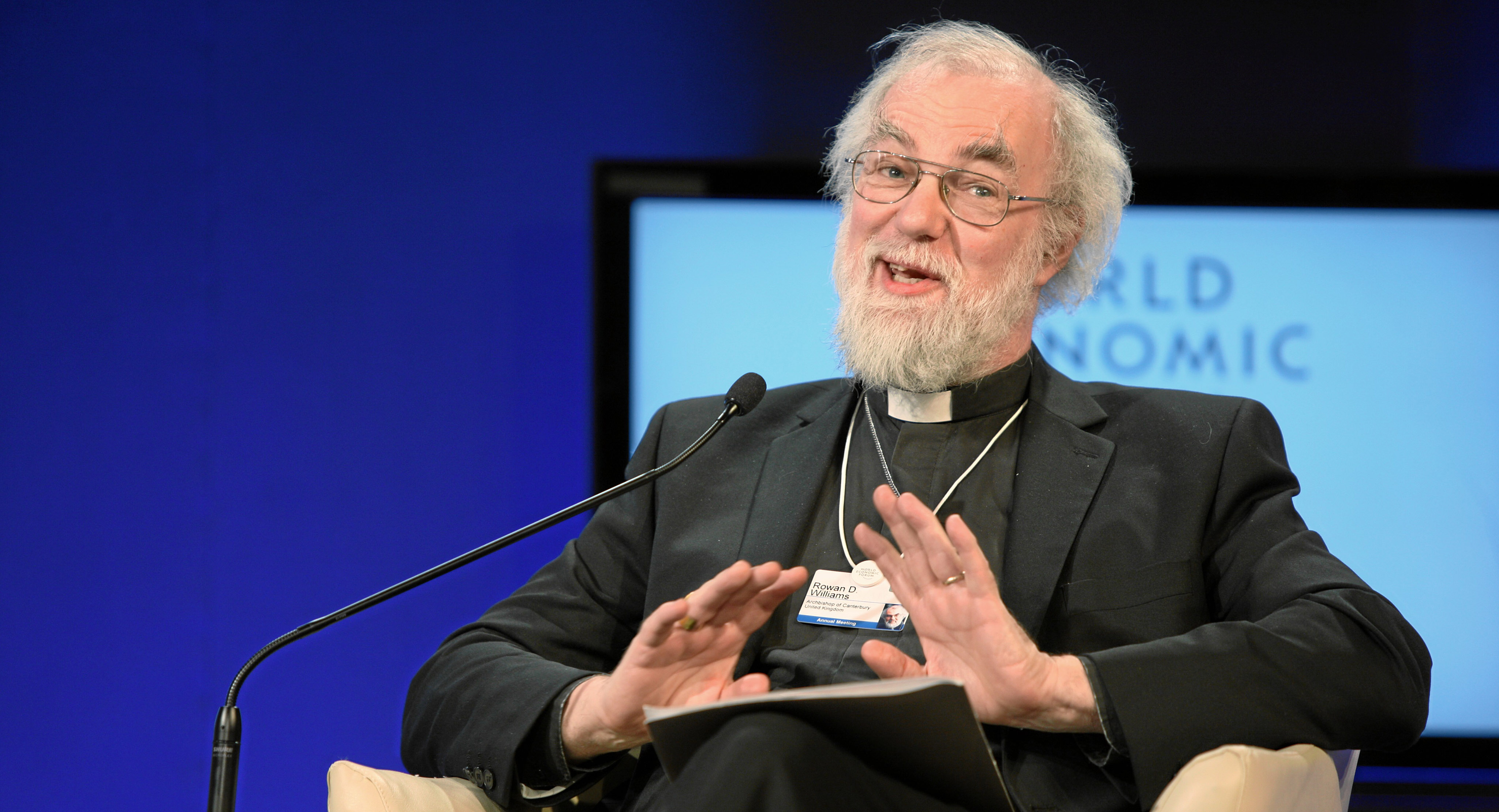
세계 경제 포럼에서 말하는 윌리암, 2010년

그는 반핵 운동 참가로 유명하다, 1985년 수포크에 있는 미국 공군기지인 래이캔히트에서 핵군축캠페인 운동이 시위를 벌일 때 시편을 찬송하여서 체포되어 벌금을 물었다. 1983년에는 옥스퍼드 운동  150주년을 기념하기 위해 여러 주제들의 책을 출판하였다.

### 창조주의
그는 사립학교에서 진화론을 대신하여 창조론을 가르칠수 없다고 하였다. 기독교와 충분하게 양립할 수 있는 진화론을 가르치는 것을 지지하였다.

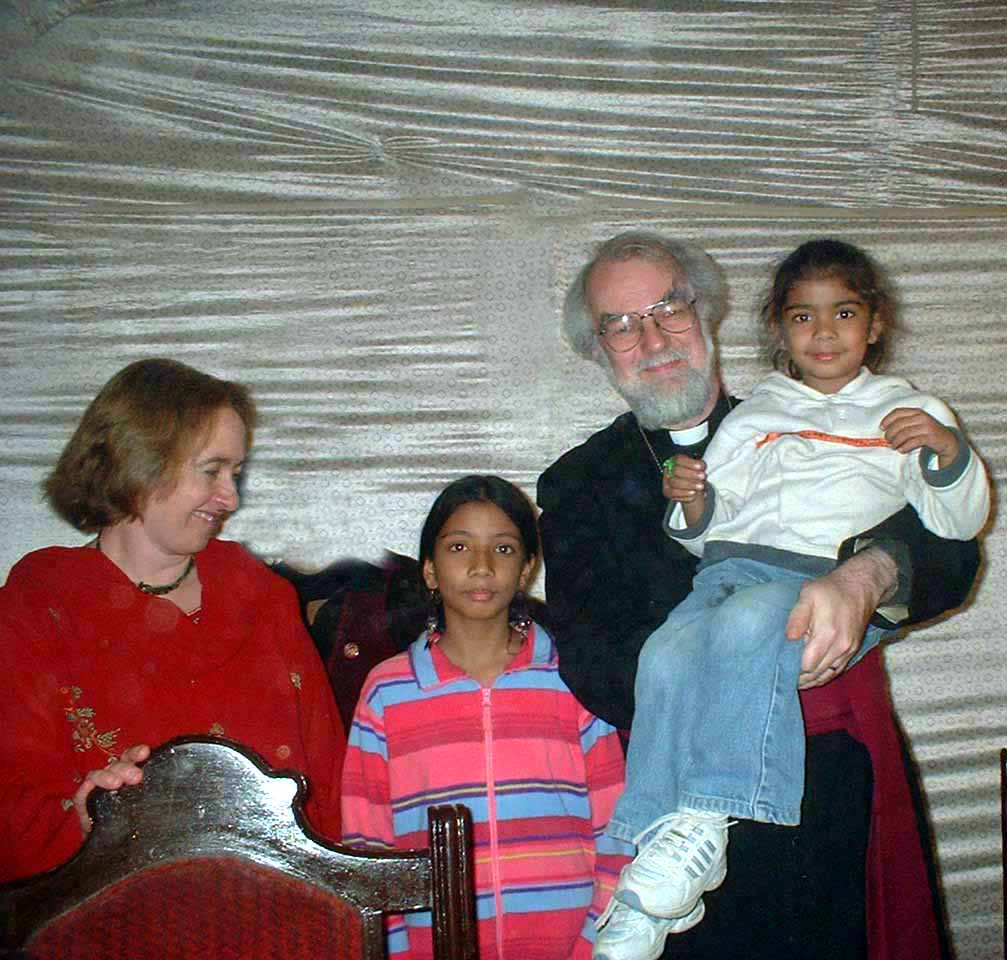
파키스탄 방문, 2005년

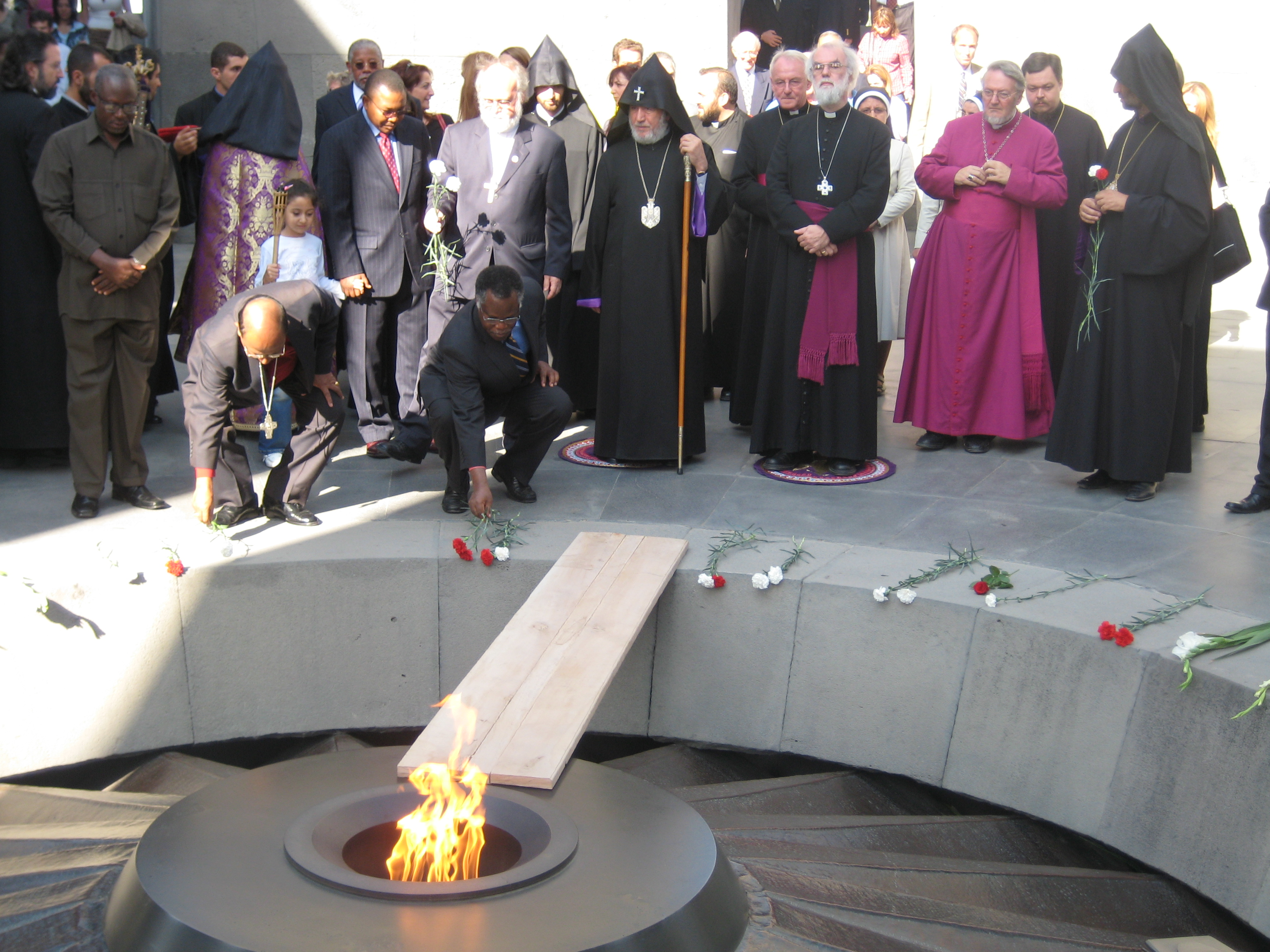

## 신학
도킨스와 윌리엄스는 2012년 2월 22일 옥스퍼드대에서 진행된 토론에서 진화론과 창조론 진영의 대표적 논리를 꺼내며 서로를 공격했다. ‘전투적 무신론자’, ‘최고의 다윈주의자’로 불리는 도킨스는 진화론의 승리에 따라 종교는 파탄이 났다고 주장했다. 그는 “다윈은 모든 과학 분야에 문자 그대로 모든 것이 이해가 가능하다는 용기를 줬다”며, 현대 과학이 규명하지 못한 문제라도 언젠가는 원리가 밝혀질 것이라고 말했다. 그러면서 “왜 당신은 창세기를 21세기 과학에 맞춰 재해석하느라 시간을 낭비하냐”, “왜 신처럼 혼란스러운 존재로 당신 스스로의 세계관을 어지럽히냐”고 따졌다. 윌리엄스는 “신을 사랑과 수학의 결합이라고 부르자”며 과학의 잣대만으로 종교를 논할 수는 없다고 응수했다. 그는 “성경의 저자들은 21세기 물리학을 전공한 사람들이 아니다”라며 “난 21세기 과학의 문제는 21세기 과학으로 풀려고 하지만, 우주에서 내 위치를 이해하려면 창세기를 본다”고 말했다. 또 “영혼에 대해서는 여러가지 이미지가 있지만 그게 (정확히) 뭔지는 모르겠다”며 종교 영역에서도 불확실하고 연구가 필요한 대목이 있다고 말했다.
하지만 1시간30분에 걸친 논쟁에서 상대를 한방에 휘청이게 할 펀치는 나오지 않았고, ‘세기의 논쟁’을 기대했던 관중들은 싱거웠다는 반응을 보였다고 영국 언론들은 전했다. 논쟁의 분위기는 전반적으로 날카롭다기보다는 정중하고 차분했다. 도킨스는 자신이 “문화적으로는 성공회 신자”라며 겸손을 보였고, 윌리엄스는 도킨스의 과학 분야 저술이 훌륭하다고 칭찬했다. 신학자 안명준 교수에 따르면 이성과 믿음의 전투에서 승자는 없다고 보면서 믿음은 이성을 이해하고 이성은 믿음의 방식을 인정하여 상호보완적 해결로 나아가야 함을 주장한다.

## 수상경력
- Life peerage (created 8 January 2013)
- Royal Victorian Chain (2012)
- Chaplain of the Order of St John (1999)
- Knight Grand Cross of the Royal Order of Francis I (2004)
- Order of Friendship of Russia (2010)[10]
- Sitara-e-Pakistan (2012)[11]
- Membership in the Privy Council of the United Kingdom, 2002
- Fellow of the British Academy (FBA), 1990
- Fellow of the Royal Society of Literature (FRSL), 2003
- Founding Fellow of the Learned Society of Wales (FLSW), 2010
- Honorary doctorates: University of Kent, DD, 2003; University of Wales, DD, 2003; Evangelisch-Theologische Fakultät, University of Bonn, Dr. theol. honoris causa, 2004; University of Oxford, DCL, 2005; University of Cambridge, DD, 2006; Wycliffe College, University of Toronto, DD, 2007; Trinity College, University of Toronto, DD, 2007; Durham University, DD, 2007; Rikkyo University, DD, 2009; St. Vladimir's Orthodox Theological Seminary, DD, 2010; Katholieke Universiteit Leuven,[12] Belgium, DD, 2011; King's College London, DD, 2011; DUniv Canterbury Christ Church University, 2012; University of South Wales, DUniv, 2013; University of Warwick, LLD, 2016; Sewanee: The University of the South, DD, 2016; Uppsala University, Sweden, teol. dr honoris causa 2017.
- Honorary Student of Christ Church, Oxford
- Honorary Fellow of Wadham College, Oxford
- Honorary Fellow of Clare College, Cambridge
- Honorary Fellow of Christ's College, Cambridge
- Honorary Fellow of Glyndŵr University, Wrexham
- Freedom of the City of Canterbury, Kent[13]
- Freeman of the City of London, and Liveryman of the Worshipful Company of Wax Chandlers.[14]
- In 2011, he was awarded the President's Medal by the British Academy.[15]

## 저서 목록
- The Theology of Vladimir Nikolaievich Lossky: An Exposition and Critique (1975 DPhil thesis)
- The Wound of Knowledge (Darton, Longman and Todd, 1979)
- Resurrection: Interpreting the Easter Gospel (Darton, Longman and Todd, 1982)
- Eucharistic Sacrifice: The Roots of a Metaphor (Grove Books, 1982)
- Essays Catholic and Radical ed. with K. Leech (Bowerdean, 1983)
- The Truce of God (London: Fount, 1983)
- Teresa of Avila (1991) ISBN 0-225-66579-4
- Open to Judgement: Sermons and Addresses (Darton, Longman and Todd, 1994)
- On Christian Theology (2000)
- Christ on Trial (2000) ISBN 0-00-710791-9 《심판대에 선 그리스도》(민경찬, 손승우 옮김, 비아, 2018)
- Arius: Heresy and Tradition (2nd ed., SCM Press, 2001) ISBN 0-334-02850-7
- The Poems of Rowan Williams (2002)
- Writing in the Dust: Reflections on 11 September and Its Aftermath (Hodder and Stoughton, 2002)
- Ponder These Things: Praying With Icons of the Virgin (Canterbury Press, 2002)
- Silence and Honey Cakes: The Wisdom of the Desert (2003) ISBN 0-7459-5170-8 《사막의 지혜》(민경찬, 이민희 옮김, 비아, 2019): 교부신학 이야기이다. 사막에서 수도자로서 살아간 교부들의 삶과 사상을 다루고 있다.
- Lost Icons: Essays on Cultural Bereavement (T & T Clark, 2003)
- The Dwelling of the Light—Praying with Icons of Christ (Canterbury Press, 2003)
- Darkness Yielding, co-authored with Jim Cotter, Martyn Percy, Sylvia Sands and W. H. Vanstone (2004) ISBN 1-870652-36-3
- Anglican Identities (2004) ISBN 1-56101-254-8
- Why Study the Past? The Quest for the Historical Church (Eerdmans, 2005) 《과거의 의미》(양세규 옮김, 비아, 2019)
- Grace and Necessity: Reflections on Art and Love (2005)
- Tokens of Trust. An introduction to Christian belief. (Canterbury Press, 2007) 《신뢰하는 삶》(김병준, 민경찬 옮김, 비아, 2015)
- Wrestling with Angels: Conversations in Modern Theology, ed. Mike Higton (SCM Press, 2007) ISBN 0-334-04095-7
- Dostoevsky: Language, Faith and Fiction (Baylor University Press, 2008); ISBN 1-84706-425-6
- Choose Life (Bloomsbury Continuum, 2009) 《삶을 선택하라》(민경찬, 손승우 옮김, 비아, 2017)
- Faith in the Public Square (Bloomsbury, 2012)
- The Lion's World - A Journey into the Heart of Narnia (SPCK, 2012); ISBN 978-0281068951
- The Edge of Words: God and the Habits of Language (Bloomsbury Continuum, 2014)
- Being Christian: Baptism, Bible, Eucharist, Prayer (Eerdmans, 2014) ISBN 978-0802871978 《그리스도인이 된다는 것》(김기철 옮김, 복 있는 사람, 2015)
- Meeting God in Mark (SPCK, 2014) ISBN 978-0664260521 《복음을 읽다》(김병준 옮김, 비아, 2018) : 2014년 성주간(Holy Week, 부활절 전 일주일. 예수의 예루살렘 입성, 성만찬 제정,  수난을 기억함.)에 캔터베리 대성당에서 한 마르코복음서 강의를 SPCK출판사에서 출판함.
- Meeting God in Paul (SPCK, 2015) ISBN 978-0281073382 《바울을 읽다》(손승우 옮김, 비아, 2020)
- What Is Christianity?: A Little Book of Guidance (SPCK, 2015) ISBN 978-0281074396 《그리스도교》(정다운 옮김, 비아, 2019)
- Being Disciples: Essentials Of The Christian Life  (SPCK, 2016) 《제자가 된다는 것》(김기철 옮김, 복있는 사람, 2017)
- God With Us: The Meaning Of The Cross And Resurrection - Then And Now (SPCK, 2017) 《하나님이 함께하신다는 것》(강봉재 옮김, 국제제자훈련원, 2017)
- Holy Living: The Christian Tradition for Today (Bloomsbury Continuum, 2017) ISBN 978-1472946089
- Being Human: Bodies, Minds, Persons (SPCK Publishing, 2018) ISBN 978-0281079759
- Christ the Heart of Creation (Bloomsbury Continuum, 2018) ISBN 978-1472945549